# Crucea Patriarhală
Crucea Patriarhală este cea mai înaltă distincție acordată de Patriarhia Română, fiind conferită de patriarhul Bisericii Ortodoxe Române, la propunerea ierarhilor eparhioți, clericilor și mirenilor cu o activitate meritorie îndelungată pe tărâm pastoral-misionar, administrativ-bisericesc, didactic-educativ și social-filantropic.
Crucea Patriarhală a fost instituită în anul 1925 de patriarhul Miron Cristea și reprezintă o răsplată pentru cei care au adus un ajutor substanțial Bisericii Ortodoxe Române sau sunt un exemplu de moralitate creștin-ortodoxă.
În Biserica Ortodoxă Română, conform articolului 147, alineatul 1 din Statutul actual al BOR, „pentru activitate meritorie îndelungată pe tărâm pastoral-misionar, administrativ-bisericesc, didactic-educativ și social-filantropic, la propunerea Chiriarhilor, Patriarhul acordă distincția „Crucea Patriarhală” pentru clerici și mireni, cu Gramată.”

## Mireni care au primit Crucea Patriarhală
- Ilie Ilașcu, Andrei Ivanțoc, Tudor Petrov-Popa, Alexandru Leșco și Petre Godiac - 6 ianuarie 1994
- Dumitru Oprea - 13 octombrie 2005
- Constantin Bălăceanu-Stolnici
- Traian Băsescu - 27 octombrie 2007 - pentru că „a arătat o prețuire deosebită pentru Biserica noastră, numind-o de mai multe ori «Biserică Națională» și pentru că apreciază rolul religiei în societate, în popor și în relațiile dintre popoare, cu rugămintea și cu convingerea că ne va ajuta să rezolvăm definitiv problema locului pe care va fi construită viitoarea Catedrală a Mântuirii Neamului”[2]
- Simona Halep - 18 iulie 2019 - pentru că „este pentru mulți tineri astăzi un simbol al hărniciei, perseverenței și speranței” și pentru că mărturisește în public prin semnul Sfintei Cruci credința creștină ortodoxă, arătând prin aceasta că reprezintă cu fidelitate poporul român credincios, jertfelnic și talentat[3]
- Dumitru Comănescu - 24 iunie 2020 - „pentru activitatea sa îndelungată, rodnică și folositoare Bisericii și societății”[4]